# Hilara bidentifera
Hilara bidentifera är en tvåvingeart som beskrevs av Frey 1955. Hilara bidentifera ingår i släktet Hilara och familjen dansflugor. Inga underarter finns listade i Catalogue of Life.